# Tecolutla
Tecolutla è una municipalità dello stato di Veracruz, nel Messico centrale, il cui capoluogo è la località omonima.
Conta 25.126 abitanti (2010) e ha una estensione di 535,44 km². 	 		
Il nome della località in lingua nahuatl significa luogo con abbondanza di gufi.

## Cultura
A Tecolutla si trova il piccolo Museo Marino Comunitario de Tecolutla, che espone una collezione di oggetti legati alla pesca e alla navigazione.